# Andy Fitch

Zawodnik Yale Bulldogs

Andrew „Andy” Fitch (ur. 28 sierpnia 1936 w Nowym Jorku) – amerykański zapaśnik walczący w stylu klasycznym. Olimpijczyk z Tokio 1964, gdzie zajął dziewiąte miejsce w wadze koguciej.
Szósty na mistrzostwach świata w 1963. Triumfator igrzysk panamerykańskich w 1963 roku.
Zawodnik The Hill School z Pottstown i Yale University. All-American w NCAA Division I w 1959 roku, gdzie zajął pierwsze miejsce.

## Letnie Igrzyska Olimpijskie 1964
| Konkurencja          | Rundy eliminacyjne   | Rundy eliminacyjne      | Rundy eliminacyjne        | Klas. końcowa |
| Konkurencja          | Przeciwnik I         | Przeciwnik II           | Przeciwnik III            | Miejsce       |
| -------------------- | -------------------- | ----------------------- | ------------------------- | ------------- |
| 57 kg styl klasyczny | Fritz Stange (FRG) P | Nour Ullah Noor (AFG) Z | Cwjatko Paszkulew (BGR) R | 9.            |